# Zsolt Baumgartner

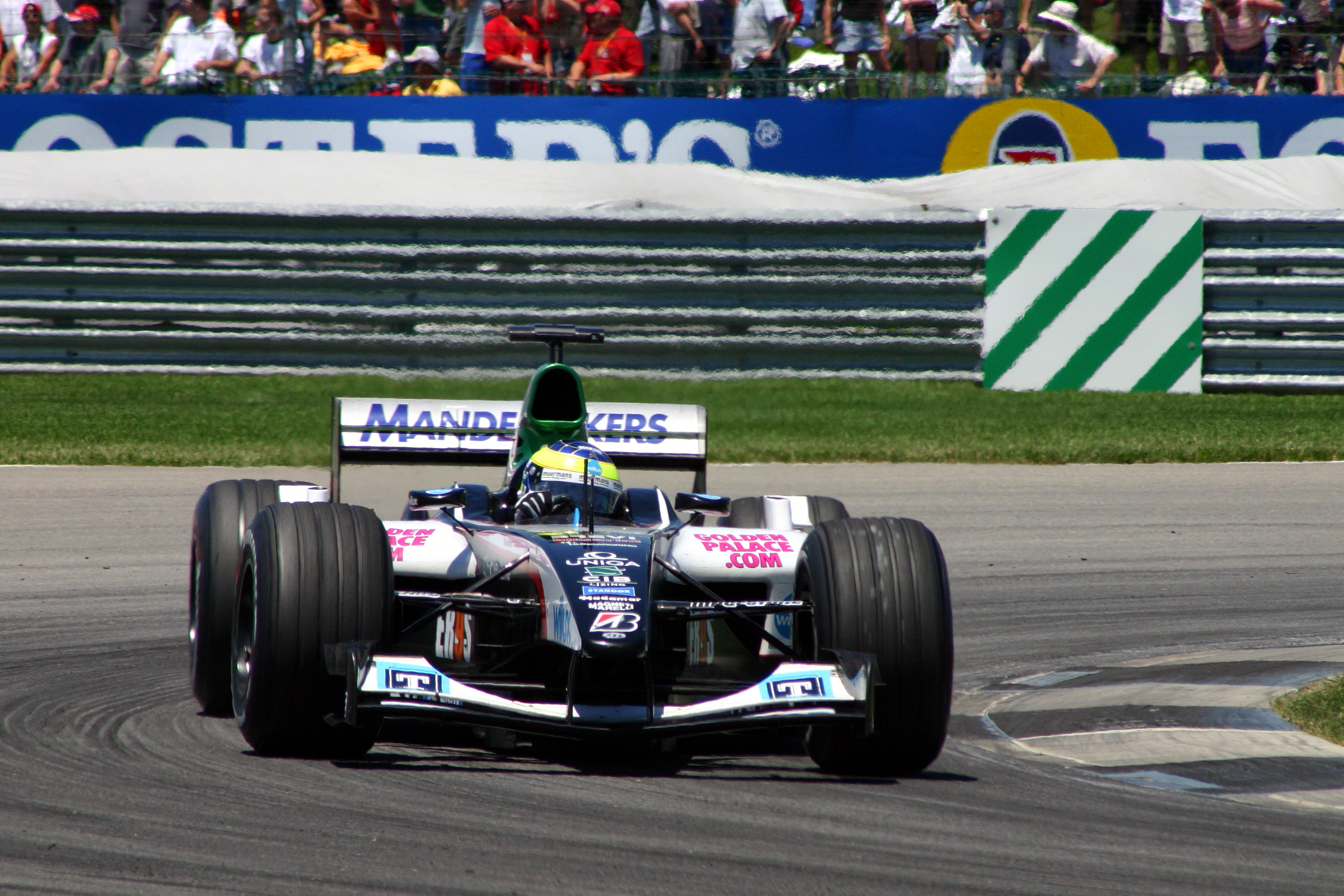
Zsolt Baumgartner

Zsolt Baumgartner, född 1 januari 1981 i Debrecen, är en ungersk racerförare. Baumgartner är den första och enda F1 föraren från Ungern.

## Racingkarriär
Baumgartner debuterade i formel 1 säsongen 2003 och körde två lopp för Jordan. Säsongen därpå fick han köra för Minardi eftersom han tog med ett gäng sponsorer till stallet. Han tog en poäng i USA:s Grand Prix 2004, den första för Minardi sedan Australiens Grand Prix 2002.
Efter F1 blev Baumgartner test och reservförare för Minardi Team USA i Champ Car säsongen 2007.
Säsongen 2008 var Baumgartner testförare i Superleague Formula för Tottenham Hotspur FC stallet.

## F1-karriär

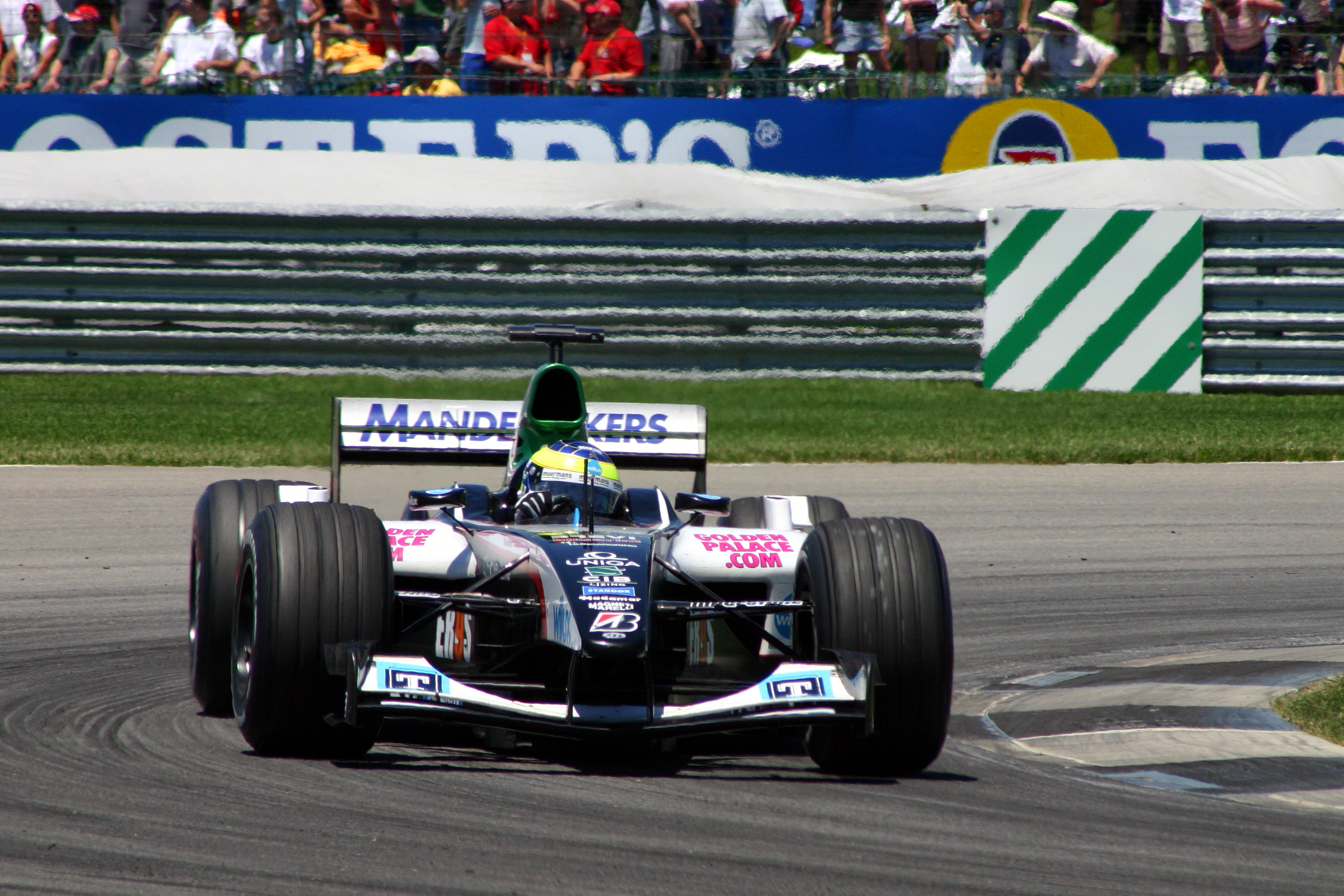
Zsolt Baumgartner i.

| Säsong | Stall/Tillverkare | Poäng | Placering |
| ------ | ----------------- | ----- | --------- |
| 2003   | Jordan-Ford       | 0     | –         |
| 2004   | Minardi-Ford      | 1     | 20        |